# 塞尔博讷
塞尔博讷（法語：Serbonnes，法語發音：[sɛʁbɔn]）是法国勃艮第-弗朗什-孔泰大区约讷省的一个市镇，属于桑斯区。

## 地理
塞尔博讷（48°19'15"N, 3°12'17"E）面积9.93 平方千米，位于法国勃艮第-弗朗什-孔泰大區约讷省，该省份为法国中北部内陆省份，西接卢瓦雷省，西北接塞纳-马恩省，南至涅夫勒省，东临科多尔省，东北与奥布省接壤。
与塞尔博讷接壤的市镇（或旧市镇、城区）包括：约讷河畔库尔隆、米什里、塞日讷、维勒马诺什。

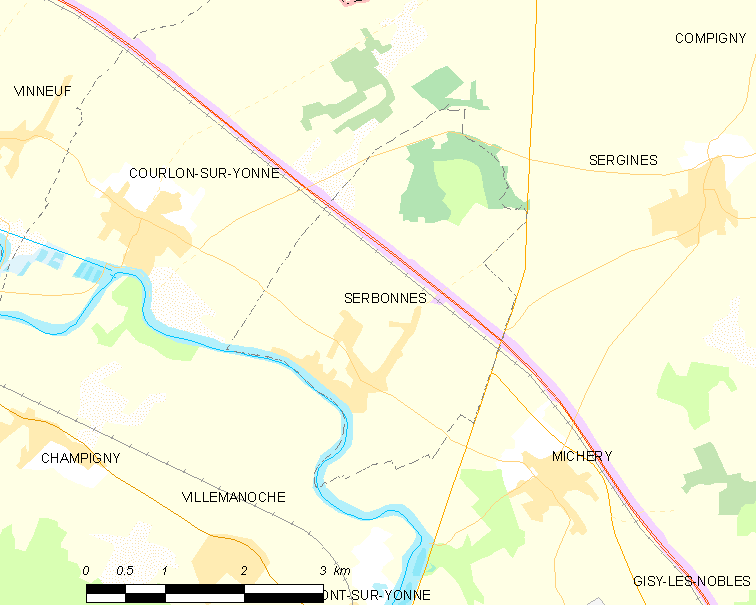
塞尔博讷的OSM定位图

塞尔博讷的时区为UTC+01:00、UTC+02:00（夏令时）。

## 行政
塞尔博讷的邮政编码为89140，INSEE市镇编码为89390。

## 政治
塞尔博讷所属的省级选区为奥勒斯河畔托里尼县。

## 人口

1962-2008年间塞尔博讷人口变化图示

塞尔博讷于2022年1月1日时的人口数量为693人。